# Стасси, Макс
Макс Роберт Стасси (англ. Max Robert Stassi, 15 марта 1991, Вудленд, Калифорния) — американский бейсболист, кэтчер клуба Главной лиги бейсбола «Лос-Анджелес Энджелс».

## Биография

### Начало карьеры
Макс Стасси родился 15 марта 1991 года в Вудленде в Калифорнии. В 2009 году он окончил старшую школу в городе Юба-Сити. Перед драфтом Главной лиги бейсбола 2009 года он считался одним из лучших кэтчеров, среди выпускников школ. Стасси был выбран «Оклендом» в четвёртом раунде. Сумма бонуса игроку при подписании контракта составила 1,5 млн долларов. В течение первых трёх лет карьеры он испытывал проблемы с плечом, перенёс операцию. В сезоне 2010 года Стасси отбивал с показателем 22,9 %, в 2011 году эффективность игры на бите составила 23,1 %. После решения проблем со здоровьем его результативность выросла. В 2012 году в играх за Стоктон Портс Стасси отбивал с показателем 26,4 %, выбив пятнадцать хоум-ранов. В феврале 2013 года он был обменян в «Хьюстон Астрос».

### Хьюстон Астрос
Весной 2013 года Стасси получил травму косой мышцы живота и пропустил начало сезона. После восстановления его направили в состав клуба «Корпус-Кристи Хукс», в июле он отбивал с эффективностью 33,3 % и был признан игроком месяца в Техасской лиге. В августе Стасси был вызван в основной состав «Астрос». Во второй игре за клуб он получил попадание мячом в лицо, после чего пропустил месяц. В 2014 году Стасси проиграл борьбу за место в основном составе «Хьюстона» Джейсону Кастро и Карлосу Корпорану. Большую часть сезона он провёл в команде AAA-лиги «Оклахома-Сити Редхокс», вернувшись в Главную лигу бейсбола в сентябре. В регулярном чемпионате 2015 года Стасси сыграл только в одиннадцати матчах «Астрос» и четырёх играх за «Фресно Гриззлиз», пропустив большую часть сезона из-за травм. Весной 2016 года он перенёс операцию на запястье. Игровое время Стасси в составе «Хьюстона» ограничилось девятью матчами. Весной 2017 года он был выведен из расширенного состава команды и переведён в AAA-лигу. В Главную лигу бейсбола он вернулся в августе, заменив в составе травмированного Брайана Маккэнна. До конца чемпионата Стасси сыграл в четырнадцати матчах с показателем отбивания 16,7 %.
По ходу сезона 2018 года Стасси закрепился в составе «Астрос». Он сыграл в 88 матчах регулярного чемпионата, отбивая с показателем 22,6 %. Сайт Baseball Prospectus включил его в число лучших оборонительных кэтчеров лиги: Стасси допустил всего две ошибки. Хьюстонское отделение Ассоциации бейсбольных журналистов Америки назвало его новичком года в составе команды. В первой части чемпионата 2019 года он сыграл 31 матч, отбивая с эффективностью 16,7 %. В июле «Астрос» обменяли Стасси в «Лос-Анджелес Энджелс», генеральный менеджер которых Билли Эпплер высоко оценил оборонительные качества кэтчера.

### Лос-Анджелес Энджелс
Во второй половине сезона 2019 года Стасси провёл за «Энджелс» 20 игр, отбивая с показателем 7,1 %. В январе 2020 года он подписал с клубом годичный контракт на сумму 590 тысяч долларов, избежав арбитражных слушаний. В сокращённом из-за пандемии COVID-19 сезон Стасси был основным кэтчером клуба, сыграв в 31 матче. В январе он подписал с «Энджелс» однолетний контракт на сумму 1,6 млн долларов.